# Earthlings?
 (avril 2011).
Si vous disposez d'ouvrages ou d'articles de référence ou si vous connaissez des sites web de qualité traitant du thème abordé ici, merci de compléter l'article en donnant les références utiles à sa vérifiabilité et en les liant à la section « Notes et références ».
Earthlings? est un groupe américain de rock psychédélique fondé en 1994 dans le CDP de Joshua Tree, en Californie.

## Historique
Le groupe a été formé à Joshua Tree en Californie au Rancho De La Luna par David Catching, Fred Drake et Peter Stahl en 1994.

## Membres

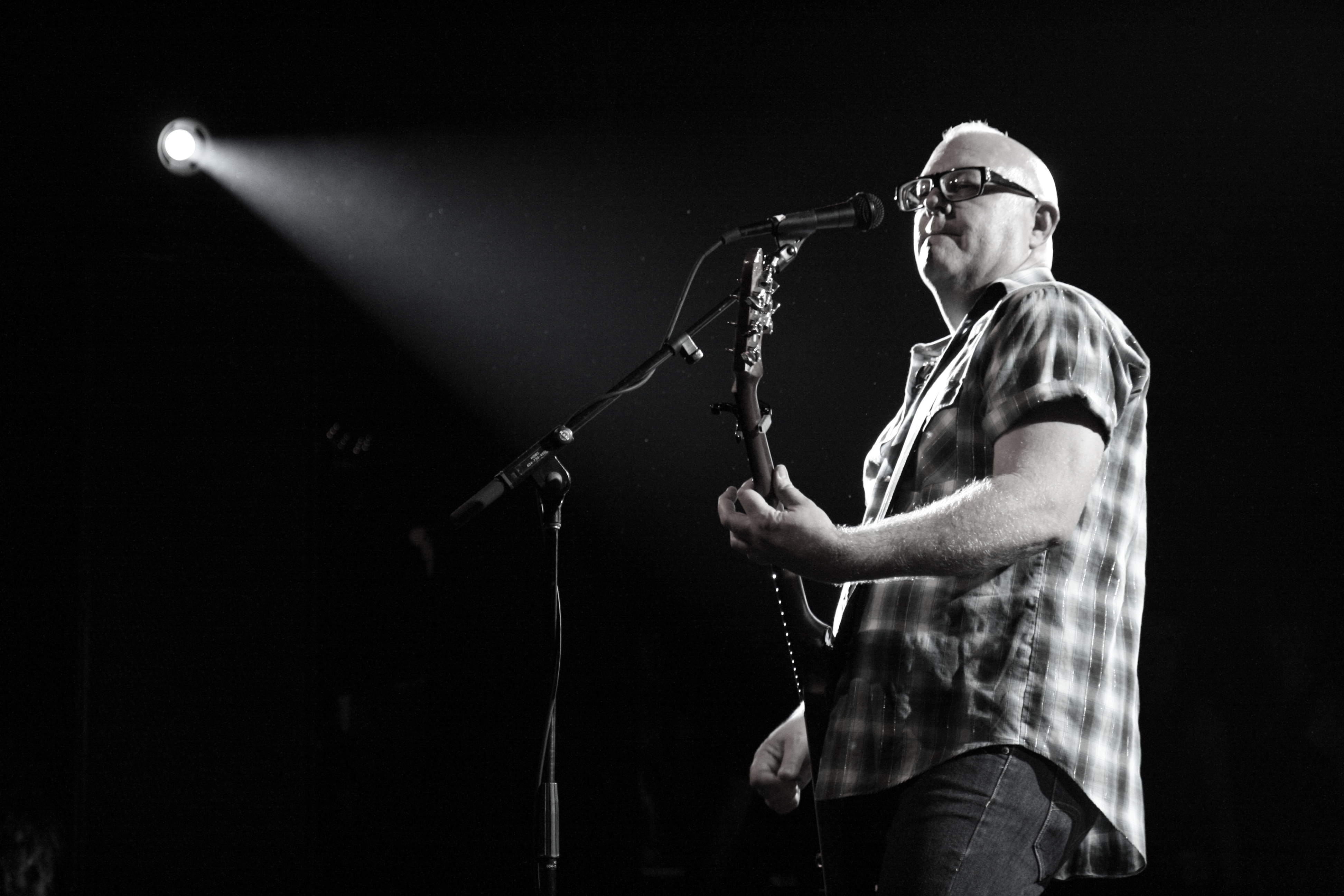
Dave Catching en 2009.

- Fred Drake (1994–2002) – claviers, guitares, basse
- Peter Stahl  – voix, guitare, basse
- Dave Catching  – guitare, basse, claviers
- Adam Maples  – batterie, voix, guitare
- Edmund Monsef  – guitare, basse, claviers

### Autres contributeurs
- Molly McGuire – basse, accordéon
- Wendy Rae Fowler - basse
- Gene Trautmann – batterie
- Joshua Homme – guitare, basse
- Dave Grohl – batterie
- Clint Walsh – guitare, basse, claviers, voix
- Victoria Williams – voix, basse
- Tony Mason – guitare

## Discographie

### Albums
- earthlings? – 1998, édité sur Crippled Dick Hot Wax en Europe et réédité sur Man's Ruin Records aux États-Unis en 2000.
- Human Beans – 2001, édité sur Man's Ruin Records aux États-Unis et ré-édité sur Crippled Dick Hot Wax en Europe.

### Singles et EP
- Johnny B. Goode/Pleasure Seekers – 1999.
- Disco Marching Kraft – 2003.
- Individual Sky Cruiser Theory – 2005, édité uniquement en vinyle 7".
- humalien – 2009.

### Autres Contributions
- The Desert Sessions Volumes 3 & 4  – 1997, 2 titres (At the Helms of Hells Ships et Sugar Rush).